# Foard County
Das Foard County ist ein County im Bundesstaat Texas der Vereinigten Staaten. Das U.S. Census Bureau hat bei der Volkszählung 2020 eine Einwohnerzahl von 1.095 ermittelt. Der Sitz der Countyverwaltung (County Seat) befindet sich in Crowell.

## Geographie
Das County liegt nördlich des geographischen Zentrums von Texas, etwa 35 km vor dem Bundesstaat Oklahoma und hat eine Fläche von 1833 Quadratkilometern, wovon 3 Quadratkilometer Wasserfläche sind. Es grenzt im Uhrzeigersinn an folgende Countys: Hardeman County, Wilbarger County, Knox County, King County und Cottle County.

## Geschichte
Foard County wurde am 3. März 1891 aus Teilen des Cottle County, Hardeman County, King County und Knox County gebildet. Die Verwaltungsorganisation wurde am 27. April gleichen Jahres abgeschlossen. Benannt wurde es nach Robert Levi Foard (1831–1898), einem aus Maryland stammenden Staatsanwalt, der während des amerikanischen Bürgerkriegs als Offizier in einem texanischen Infanterieregiment diente.

## Demografische Daten

Alterspyramide des Foard Countys (Stand: 2000)

Nach der Volkszählung im Jahr 2000 lebten im Foard County 1.622 Menschen in 664 Haushalten und 438 Familien. Die Bevölkerungsdichte betrug 1 Einwohner pro Quadratkilometer. Ethnisch betrachtet setzte sich die Bevölkerung zusammen aus 84,16 Prozent Weißen, 3,27 Prozent Afroamerikanern, 0,62 Prozent amerikanischen Ureinwohnern, 0,18 Prozent Asiaten und 10,23 Prozent aus anderen ethnischen Gruppen; 1,54 Prozent stammten von zwei oder mehr Ethnien ab. 16,34 Prozent der Einwohner waren spanischer oder lateinamerikanischer Abstammung.
Von den 664 Haushalten hatten 29,1 Prozent Kinder oder Jugendliche, die mit ihnen zusammen lebten. 54,1 Prozent waren verheiratete, zusammenlebende Paare 9,5 Prozent waren allein erziehende Mütter und 34,0 Prozent waren keine Familien. 31,8 Prozent waren Singlehaushalte und in 19,3 Prozent lebten Menschen im Alter von 65 Jahren oder darüber. Die durchschnittliche Haushaltsgröße betrug 2,38 und die durchschnittliche Familiengröße betrug 3,02 Personen.
25,8 Prozent der Bevölkerung war unter 18 Jahre alt, 5,8 Prozent zwischen 18 und 24, 22,3 Prozent zwischen 25 und 44, 22,9 Prozent zwischen 45 und 64 und 23,1 Prozent waren 65 Jahre alt oder älter. Das Medianalter betrug 42 Jahre. Auf 100 weibliche Personen kamen 86,4 männliche Personen und auf 100 Frauen im Alter von 18 Jahren oder darüber kamen 85,1 Männer.
Das jährliche Durchschnittseinkommen eines Haushalts betrug 25.813 USD, das Durchschnittseinkommen einer Familie betrug 34.211 USD. Männer hatten ein Durchschnittseinkommen von 21.852 USD, Frauen 16.450 USD. Das Prokopfeinkommen betrug 14.799 USD. 9,9 Prozent der Familien und 14,3 Prozent der Einwohner lebten unterhalb der Armutsgrenze.

## Orte im County
- Crowell
- Foard City
- Margaret
- Rayland
- Thalia